# ویکتور راشچوپکین
ویکتور راشچوپکین (روسی: Виктор Иванович Ращупкин؛ زادهٔ ۱۶ اکتبر ۱۹۵۰) پرتاب‌گر دیسک اهل اتحاد جماهیر شوروی سوسیالیستی بود.
وی در مسابقات کشوری و بین‌المللی در مجموع برندهٔ ۱ مدال طلا شده‌است.